# Epistrophe flavopilosa
Epistrophe flavopilosa är en tvåvingeart som beskrevs av Ghorpade 1994. Epistrophe flavopilosa ingår i släktet brynblomflugor, och familjen blomflugor.
Artens utbredningsområde är Myanmar. Inga underarter finns listade i Catalogue of Life.